# Trinity Universe
Trinity Universe (トリニティ・ユニバース?) es un videojuego de rol de PlayStation 3 creado por las empresas japonesas Gust, Idea Factory y Nippon ichi Software.

## Historia
La historia se divide en dos argumentos distintos: Kanata y Rizelea. Cada uno tiene sus propios objetivos y una serie de acontecimientos diferentes mientras atraviesan el Netheruniverse.